# Neozygina abancayensis
Neozygina abancayensis är en insektsart som beskrevs av Dietrich och Dmitry A. Dmitriev 2007. Neozygina abancayensis ingår i släktet Neozygina och familjen dvärgstritar.
Artens utbredningsområde är Peru. Inga underarter finns listade i Catalogue of Life.